# Klizin-Brzezinki
Klizin-Brzezinki (do 2019: Brzezinki) – przysiółek wsi Klizin w Polsce, położony w województwie łódzkim, w powiecie radomszczańskim, w gminie Kodrąb.
W latach 1975–1998 przysiółek administracyjnie należał do województwa piotrkowskiego.